# Minke Bisschops
Minke Bisschops (* 2. September 2002 in Landgraaf) ist eine niederländische Leichtathletin, die sich auf den Sprint spezialisiert hat.

## Sportliche Laufbahn
Erste internationale Erfahrungen sammelte Minke Bisschops beim Europäischen Olympischen Jugendfestival (EYOF) 2017 in Győr, bei dem sie in 11,52 s die Goldmedaille im 100-Meter-Lauf gewann und mit der niederländischen 4-mal-100-Meter-Staffel in 46,05 s die Silbermedaille gewann. Im Jahr darauf schied sie bei den U18-Europameisterschaften ebendort mit 12,26 s im Halbfinale über 100 Meter aus und 2019 gewann sie bei den U20-Europameisterschaften in Borås in 44,21 s die Silbermedaille im Staffelbewerb. 2021 gewann sie bei den U20-Europameisterschaften in Tallinn in 23,55 s die Silbermedaille im 200-Meter-Lauf und belegte in 11,49 s den fünften Platz über 100 Meter. Im Jahr darauf verpasste sie bei den Weltmeisterschaften in Eugene mit 43,46 s den Finaleinzug mit der Staffel und anschließend verhalf sie der niederländischen Mannschaft bei den Europameisterschaften in München zum Finaleinzug. Bei den World Athletics Relays 2024 auf den Bahamas wurde sie in 43,07 s Sechste in der Finalrunde über 4-mal 100 Meter und sicherte damit dem niederländischen Team einen Startplatz bei den Olympischen Spielen in Paris. Anschließend gewann sie bei den Europameisterschaften in Rom in 42,46 s gemeinsam mit Nadine Visser, Marije van Hunenstijn und Tasa Jiya die Bronzemedaille hinter den Teams aus dem Vereinigten Königreich und Frankreich. Im August belegte sie mit der Staffel bei den Olympischen Sommerspielen in Paris in 42,74 s im Finale den siebten Platz.
2025 erreichte sie bei den Halleneuropameisterschaften in Apeldoorn das Halbfinale über 60 Meter und schied dort mit 7,17 s aus.
2025 wurde Bisschops niederländische Hallenmeisterin im 60-Meter-Lauf.

## Persönliche Bestleistungen
- 100 Meter: 11,35 s (+1,9 m/s), 15. Juli 2021 in Tallinn
  - 60 Meter (Halle): 7,17 s, 9. März 2025 in Apeldoorn
- 200 Meter: 23,51 s (+0,5 m/s), 29. Mai 2021 in Oordegem
  - 200 Meter (Halle): 23,47 s, 8. Februar 2025 in Metz